# Benjamin Moukandjo
Benjamin Moukandjo Bilé (Douala, 12 novembre 1988) è un ex calciatore camerunese, di ruolo attaccante.

## Caratteristiche tecniche
Gioca prevalentemente come punta centrale, ma può agire sia da seconda punta che da ala su entrambe le fasce, dotato di buona corsa è abile tecnicamente.

## Carriera

### Club
Inizia a muovere i suoi primi passi tra le file del Kadji S.A. nel 2007, un'accademia per i giovani calciatori camerunesi; per poi essere notato dai francesi del Rennes.
Nella stagione 2009-2010 ha giocato in prestito nella Ligue 2 con il Nîmes dove in un anno e mezzo ha collezionato 54 presenze segnando 9 reti.
Passa poi nel gennaio 2011 al Monaco in Ligue 1 dove rimane solamente sei mesi. Nell'estate seguente si trasferisce al Nancy per 2,5 milioni di euro dove in tre anni totalizza globalmente 94 presenze segnando 23 reti.
Il 18 luglio 2014 firma un contratto biennale con lo Stade Reims.
Il 5 agosto 2015 passa al Lorient dove firma un contratto triennale.

### Nazionale
Ha debuttato con la nazionale camerunese il 4 giugno 2011 in una partita valida per le qualificazioni alla Coppa d'Africa 2012 contro il Senegal. Nel maggio viene convocato per i mondiali di calcio 2014.
Nel gennaio 2017 ha rappresentato la nazionale vincendo il 5 febbraio seguente, la Coppa d'Africa 2017 con i Leoni Indomabili.

## Statistiche

### Presenze e reti nei club
Statistiche aggiornate al 21 dicembre 2016.
| Stagione        | Club              | Campionato      | Campionato | Campionato | Coppe nazionali | Coppe nazionali | Coppe nazionali | Coppe continentali | Coppe continentali | Coppe continentali | Supercoppe | Supercoppe | Supercoppe | Totale | Totale |
| Stagione        | Club              | Comp            | Pres       | Reti       | Comp            | Pres            | Reti            | Comp               | Pres               | Reti               | Comp       | Pres       | Reti       | Pres   | Reti   |
| --------------- | ----------------- | --------------- | ---------- | ---------- | --------------- | --------------- | --------------- | ------------------ | ------------------ | ------------------ | ---------- | ---------- | ---------- | ------ | ------ |
| 2007-2008       | Rennes 2          | CFA             | 12         | 2          | -               | -               | -               | -                  | -                  | -                  | -          | -          | -          | 12     | 2      |
| 2008-2009       | Rennes 2          | CFA             | 2          | 0          | -               | -               | -               | -                  | -                  | -                  | -          | -          | -          | 2      | 0      |
| Totale Rennes 2 | Totale Rennes 2   | Totale Rennes 2 | 14         | 2          |                 |                 |                 |                    |                    |                    |            |            |            | 14     | 2      |
| 2008-2009       | Entente SSG       | CN              | 11         | 0          | -               | -               | -               | -                  | -                  | -                  | -          | -          | -          | 11     | 0      |
| 2009-2010       | Nimes             | L2              | 31         | 3          | CF+CdL          | 2+1             | 0               | -                  | -                  | -                  | -          | -          | -          | 34     | 3      |
| 2010-2011       | Nimes             | L2              | 15         | 4          | CF+CdL          | 3+2             | 2+0             | -                  | -                  | -                  | -          | -          | -          | 20     | 6      |
| Totale Nimes    | Totale Nimes      | Totale Nimes    | 46         | 7          |                 | 8               | 2               |                    | -                  | -                  |            | -          | -          | 54     | 9      |
| gen.-giu. 2011  | Monaco            | L1              | 16         | 0          | CF+CdL          | 0+0             | 0               | -                  | -                  | -                  | -          | -          | -          | 16     | 0      |
| lug.2011        | Monaco            | L2              | 0          | 0          | CF+CL           | 0+1             | 0               | -                  | -                  | -                  | -          | -          | -          | 1      | 0      |
| Totale Monaco   | Totale Monaco     | Totale Monaco   | 16         | 0          |                 | 1               | 0               |                    | -                  | -                  |            | -          | -          | 17     | 0      |
| 2011-2012       | Nancy             | L1              | 27         | 5          | CF+CdL          | 1+0             | 0               | -                  | -                  | -                  | -          | -          | -          | 28     | 5      |
| 2012-2013       | Nancy             | L1              | 35         | 5          | CF+CdL          | 3+1             | 3+1             | -                  | -                  | -                  | -          | -          | -          | 39     | 9      |
| 2013-2014       | Nancy             | L2              | 27         | 9          | CF+CdL          | 0+0             | 0               | -                  | -                  | -                  | -          | -          | -          | 27     | 9      |
| Totale Nancy    | Totale Nancy      | Totale Nancy    | 89         | 19         |                 | 5               | 4               |                    | -                  | -                  |            | -          | -          | 94     | 23     |
| 2014-2015       | Stade Reims       | L1              | 31         | 8          | CF+CdL          | 0+1             | 0               | -                  | -                  | -                  | -          | -          | -          | 32     | 8      |
| 2015-2016       | Lorient           | L1              | 31         | 13         | CF+CdL          | 3+0             | 0               | -                  | -                  | -                  | -          | -          | -          | 34     | 13     |
| 2016-2017       | Lorient           | L1              | 27         | 13         | CF+CdL          | 0+0             | 0               | -                  | -                  | -                  | -          | -          | -          | 27     | 13     |
| Totale Lorient  | Totale Lorient    | Totale Lorient  | 58         | 26         |                 | 3               | 0               |                    | -                  | -                  |            | -          | -          | 61     | 26     |
| 2017            | Jiangsu Suning    | CSL             | 10         | 7          | CC              | 1               | 1               | -                  | -                  | -                  | -          | -          | -          | 11     | 8      |
| 2018            | Beijing Chengfeng | CSL             | 18         | 7          | CC              | 0               | 0               | -                  | -                  | -                  | -          | -          | -          | 18     | 7      |
| 2019-gen. 2020  | Lens              | L1              | 3          | 0          | CF+CdL          | 1+0             | 1+0             | -                  | -                  | -                  | -          | -          | -          | 4      | 1      |
| gen.-mar. 2020  | Valenciennes      | L1              | 3          | 0          | CF+CdL          | 0+0             | 0+0             | -                  | -                  | -                  | -          | -          | -          | 3      | 0      |
| 2020-2021       | Larissa           | SLE             | 10         | 0          | KE              | 1               | 0               | -                  | -                  | -                  | -          | -          | -          | 11     | 0      |
| Totale carriera | Totale carriera   | Totale carriera | 309        | 80         |                 | 21              | 8               |                    | -                  | -                  |            | -          | -          | 330    | 88     |

### Cronologia presenze e reti in nazionale
| Cronologia completa delle presenze e delle reti in nazionale ― Camerun | Cronologia completa delle presenze e delle reti in nazionale ― Camerun | Cronologia completa delle presenze e delle reti in nazionale ― Camerun | Cronologia completa delle presenze e delle reti in nazionale ― Camerun | Cronologia completa delle presenze e delle reti in nazionale ― Camerun | Cronologia completa delle presenze e delle reti in nazionale ― Camerun | Cronologia completa delle presenze e delle reti in nazionale ― Camerun | Cronologia completa delle presenze e delle reti in nazionale ― Camerun |
| Data                                                                   | Città                                                                  | In casa                                                                | Risultato                                                              | Ospiti                                                                 | Competizione                                                           | Reti                                                                   | Note                                                                   |
| ---------------------------------------------------------------------- | ---------------------------------------------------------------------- | ---------------------------------------------------------------------- | ---------------------------------------------------------------------- | ---------------------------------------------------------------------- | ---------------------------------------------------------------------- | ---------------------------------------------------------------------- | ---------------------------------------------------------------------- |
| 4-6-2011                                                               | Garoua                                                                 | Camerun                                                                | 0 – 0                                                                  | Senegal                                                                | Qual. Coppa d'Africa 2012                                              | -                                                                      | 84’                                                                    |
| 7-6-2011                                                               | Salisburgo                                                             | Russia                                                                 | 0 – 0                                                                  | Camerun                                                                | Amichevole                                                             | -                                                                      |                                                                        |
| 7-10-2011                                                              | Kinshasa                                                               | RD del Congo                                                           | 2 – 3                                                                  | Camerun                                                                | Qual. Coppa d'Africa 2012                                              | -                                                                      |                                                                        |
| 11-10-2011                                                             | Malabo                                                                 | Guinea Equatoriale                                                     | 1 – 1                                                                  | Camerun                                                                | Amichevole                                                             | -                                                                      | 46’                                                                    |
| 26-5-2012                                                              | Amanvillers                                                            | Guinea                                                                 | 1 – 2                                                                  | Camerun                                                                | Amichevole                                                             | -                                                                      |                                                                        |
| 2-6-2012                                                               | Yaoundé                                                                | Camerun                                                                | 1 – 0                                                                  | RD del Congo                                                           | Qual. Mondiali 2014                                                    | -                                                                      |                                                                        |
| 10-6-2012                                                              | Sfax                                                                   | Libia                                                                  | 2 – 1                                                                  | Camerun                                                                | Qual. Mondiali 2014                                                    | -                                                                      | 88’                                                                    |
| 16-6-2012                                                              | Yaoundé                                                                | Camerun                                                                | 1 – 0                                                                  | Guinea-Bissau                                                          | Qual. Coppa d'Africa 2013                                              | 1                                                                      | 87’                                                                    |
| 8-9-2012                                                               | Praia                                                                  | Capo Verde                                                             | 2 – 0                                                                  | Camerun                                                                | Qual. Coppa d'Africa 2013                                              | -                                                                      | 55’                                                                    |
| 23-3-2013                                                              | Yaoundé                                                                | Camerun                                                                | 2 – 1                                                                  | Togo                                                                   | Qual. Mondiali 2014                                                    | -                                                                      | 68’                                                                    |
| 2-6-2013                                                               | Kiev                                                                   | Ucraina                                                                | 0 – 0                                                                  | Camerun                                                                | Amichevole                                                             | -                                                                      | 57’                                                                    |
| 16-6-2013                                                              | Kinshasa                                                               | RD del Congo                                                           | 0 – 0                                                                  | Camerun                                                                | Qual. Mondiali 2014                                                    | -                                                                      | 85’                                                                    |
| 17-11-2013                                                             | Yaoundé                                                                | Camerun                                                                | 4 – 1                                                                  | Tunisia                                                                | Qual. Mondiali 2014                                                    | 1                                                                      | 31’ 83’                                                                |
| 26-5-2014                                                              | Kufstein                                                               | Macedonia                                                              | 0 – 2                                                                  | Camerun                                                                | Amichevole                                                             | -                                                                      | 81’                                                                    |
| 29-5-2014                                                              | Kufstein                                                               | Camerun                                                                | 1 – 2                                                                  | Paraguay                                                               | Amichevole                                                             | -                                                                      | 56’ 88’                                                                |
| 1-6-2014                                                               | Mönchengladbach                                                        | Germania                                                               | 2 – 2                                                                  | Camerun                                                                | Amichevole                                                             | -                                                                      |                                                                        |
| 7-6-2014                                                               | Yaoundé                                                                | Camerun                                                                | 1 – 0                                                                  | Moldavia                                                               | Amichevole                                                             | -                                                                      | 31’                                                                    |
| 13-6-2014                                                              | Natal                                                                  | Messico                                                                | 1 – 0                                                                  | Camerun                                                                | Mondiali 2014 - 1º turno                                               | -                                                                      |                                                                        |
| 18-6-2014                                                              | Manaus                                                                 | Camerun                                                                | 0 – 4                                                                  | Croazia                                                                | Mondiali 2014 - 1º turno                                               | -                                                                      |                                                                        |
| 23-6-2014                                                              | Brasilia                                                               | Camerun                                                                | 1 – 4                                                                  | Brasile                                                                | Mondiali 2014 - 1º turno                                               | -                                                                      | 58’                                                                    |
| 6-9-2014                                                               | Kinshasa                                                               | RD del Congo                                                           | 0 – 2                                                                  | Camerun                                                                | Qual. Coppa d'Africa 2015                                              | -                                                                      | 79’                                                                    |
| 10-9-2014                                                              | Yaoundé                                                                | Camerun                                                                | 4 – 1                                                                  | Costa d'Avorio                                                         | Qual. Coppa d'Africa 2015                                              | -                                                                      | 74’                                                                    |
| 11-10-2014                                                             | Yaoundé                                                                | Sierra Leone                                                           | 0 – 0                                                                  | Camerun                                                                | Qual. Coppa d'Africa 2015                                              | -                                                                      | 75’                                                                    |
| 15-10-2014                                                             | Yaoundé                                                                | Camerun                                                                | 2 – 0                                                                  | Sierra Leone                                                           | Qual. Coppa d'Africa 2015                                              | -                                                                      |                                                                        |
| 15-11-2014                                                             | Yaoundé                                                                | Camerun                                                                | 1 – 0                                                                  | RD del Congo                                                           | Qual. Coppa d'Africa 2015                                              | -                                                                      | 80’                                                                    |
| 7-1-2015                                                               | Yaoundé                                                                | Camerun                                                                | 1 – 1                                                                  | RD del Congo                                                           | Amichevole                                                             | -                                                                      |                                                                        |
| 20-1-2015                                                              | Bamako                                                                 | Mali                                                                   | 1 – 1                                                                  | Camerun                                                                | Coppa d'Africa 2015 - 1º turno                                         | -                                                                      |                                                                        |
| 24-1-2015                                                              | Malabo                                                                 | Camerun                                                                | 1 – 1                                                                  | Guinea                                                                 | Coppa d'Africa 2015 - 1º turno                                         | 1                                                                      |                                                                        |
| 28-1-2015                                                              | Malabo                                                                 | Costa d'Avorio                                                         | 1 – 0                                                                  | Camerun                                                                | Coppa d'Africa 2015 - 1º turno                                         | -                                                                      | 67’                                                                    |
| 25-3-2015                                                              | Sidoarjo Regency                                                       | Indonesia                                                              | 0 – 1                                                                  | Camerun                                                                | Amichevole                                                             | -                                                                      | 63’                                                                    |
| 30-3-2015                                                              | Nonthaburi                                                             | Thailandia                                                             | 2 – 3                                                                  | Camerun                                                                | Amichevole                                                             | 1                                                                      |                                                                        |
| 9-6-2015                                                               | Mons                                                                   | RD del Congo                                                           | 1 – 1                                                                  | Camerun                                                                | Amichevole                                                             | -                                                                      | 62’                                                                    |
| 14-6-2015                                                              | Yaoundé                                                                | Camerun                                                                | 1 – 0                                                                  | Mauritania                                                             | Qual. Coppa d'Africa 2017                                              | -                                                                      | 85’                                                                    |
| 6-9-2015                                                               | Bakau                                                                  | Gambia                                                                 | 0 – 1                                                                  | Camerun                                                                | Qual. Coppa d'Africa 2017                                              | -                                                                      |                                                                        |
| 11-10-2015                                                             | Bruxelles                                                              | Nigeria                                                                | 3 – 0                                                                  | Camerun                                                                | Amichevole                                                             | -                                                                      |                                                                        |
| 17-11-2015                                                             | Yaoundè                                                                | Camerun                                                                | 0 – 0                                                                  | Niger                                                                  | Qual. Mondiali 2018                                                    | -                                                                      | 60’                                                                    |
| 3-9-2016                                                               | Yaoundé                                                                | Camerun                                                                | 2 – 0                                                                  | Gambia                                                                 | Qual. Coppa d'Africa 2017                                              | 1                                                                      |                                                                        |
| 6-9-2016                                                               | Limbé                                                                  | Camerun                                                                | 2 – 1                                                                  | Gabon                                                                  | Amichevole                                                             | -                                                                      | 63’                                                                    |
| 9-10-2016                                                              | Blida                                                                  | Algeria                                                                | 1 – 1                                                                  | Camerun                                                                | Qual. Mondiali 2018                                                    | 1                                                                      |                                                                        |
| 12-11-2016                                                             | Yaoundé                                                                | Camerun                                                                | 1 – 1                                                                  | Zambia                                                                 | Qual. Mondiali 2018                                                    | -                                                                      |                                                                        |
| 5-1-2017                                                               | Yaoundé                                                                | Camerun                                                                | 2 – 0                                                                  | RD del Congo                                                           | Amichevole                                                             | -                                                                      | 46’                                                                    |
| 10-1-2017                                                              | Yaoundé                                                                | Camerun                                                                | 1 – 1                                                                  | Zimbabwe                                                               | Amichevole                                                             | 1                                                                      |                                                                        |
| 14-1-2017                                                              | Libreville                                                             | Burkina Faso                                                           | 1 – 1                                                                  | Camerun                                                                | Coppa d'Africa 2017 - 1º turno                                         | 1                                                                      | 63’                                                                    |
| 18-1-2017                                                              | Libreville                                                             | Camerun                                                                | 2 – 1                                                                  | Guinea-Bissau                                                          | Coppa d'Africa 2017 - 1º turno                                         | -                                                                      |                                                                        |
| 22-1-2017                                                              | Libreville                                                             | Camerun                                                                | 0 – 0                                                                  | Gabon                                                                  | Coppa d'Africa 2017 - 1º turno                                         | -                                                                      |                                                                        |
| 28-1-2017                                                              | Libreville                                                             | Senegal                                                                | 0 – 0 dts (4 – 5 dtr)                                                  | Camerun                                                                | Coppa d'Africa 2017 - Quarti di finale                                 | -                                                                      |                                                                        |
| 2-2-2017                                                               | Franceville                                                            | Camerun                                                                | 2 – 0                                                                  | Ghana                                                                  | Coppa d'Africa 2017 - Semifinale                                       | -                                                                      | 82’                                                                    |
| 5-2-2017                                                               | Libreville                                                             | Egitto                                                                 | 1 – 2                                                                  | Camerun                                                                | Coppa d'Africa 2017 - Finale                                           | -                                                                      |                                                                        |
| 24-3-2017                                                              | Radès                                                                  | Tunisia                                                                | 0 – 1                                                                  | Camerun                                                                | Amichevole                                                             | -                                                                      | 68’                                                                    |
| 28-3-2017                                                              | Bruxelles                                                              | Camerun                                                                | 1 – 2                                                                  | Guinea                                                                 | Amichevole                                                             | -                                                                      | 65’                                                                    |
| 10-6-2017                                                              | Yaoundé                                                                | Camerun                                                                | 1 – 0                                                                  | Marocco                                                                | Qual. Coppa d'Africa 2019                                              | -                                                                      | 82’                                                                    |
| 13-6-2017                                                              | Getafe                                                                 | Camerun                                                                | 0 – 4                                                                  | Colombia                                                               | Amichevole                                                             | -                                                                      | 46’                                                                    |
| 18-6-2017                                                              | Mosca                                                                  | Camerun                                                                | 0 – 2                                                                  | Cile                                                                   | Conf. Cup 2017 - 1º turno                                              | -                                                                      |                                                                        |
| 22-6-2017                                                              | San Pietroburgo                                                        | Camerun                                                                | 1 – 1                                                                  | Australia                                                              | Conf. Cup 2017 - 1º turno                                              | -                                                                      | 77’                                                                    |
| 25-6-2017                                                              | Soči                                                                   | Germania                                                               | 3 – 1                                                                  | Camerun                                                                | Conf. Cup 2017 - 1º turno                                              | -                                                                      | 70’                                                                    |
| 1-9-2017                                                               | Uyo                                                                    | Nigeria                                                                | 4 – 0                                                                  | Camerun                                                                | Qual. Mondiali 2018                                                    | -                                                                      |                                                                        |
| 4-9-2017                                                               | Yaoundé                                                                | Camerun                                                                | 1 – 1                                                                  | Nigeria                                                                | Qual. Mondiali 2018                                                    | -                                                                      | 61’                                                                    |
| 25-3-2018                                                              | Madinat al-Kuwait                                                      | Kuwait                                                                 | 1 – 3                                                                  | Camerun                                                                | Amichevole                                                             | -                                                                      |                                                                        |
| Totale                                                                 |                                                                        | Presenze                                                               | 58                                                                     |                                                                        | Reti                                                                   | 8                                                                      |                                                                        |

## Palmarès

### Nazionale
- Coppa d'Africa: 1

Gabon 2017